# Су Сент Мери
Су Сент Мери (енгл. Sault Ste. Marie) град је у америчкој савезној држави Мичиген. По попису становништва из 2010. у њему је живело 14.144 становника.

## Демографија
Према попису становништва из 2010. у граду је живело 14.144 становника, што је -2.398 (-14.5%) становника више него 2000. године.
| Група             | 2000.          | 2010.          |
| Белци             | 12.102 (73,2%) | 10.435 (73,8%) |
| Афроамериканци    | 1.077 (6,5%)   | 99 (0,7%)      |
| Азијати           | 107 (0,6%)     | 130 (0,9%)     |
| Хиспаноамериканци | 308 (1,9%)     | 217 (1,5%)     |
| Укупно            | 16.542         | 14.144         |